# Diego Angelino
Diego Angelino (Maciá, 1944) es un escritor argentino. Su obra, compuesta por cinco novelas y dos libros de cuentos, recibió el premio La Nación, fue llevada al cine por el director Nicolás Sarquís y fue elogiada por autores como Juan Carlos Onetti, Julio Cortázar, Rodolfo Walsh, Jorge Luis Borges, Adolfo Bioy Casares y Victoria Ocampo, entre otros.

## Biografía
Diego Angelino nació en el año 1944 en el asentamiento entrerriano de Gobernador Maciá, en la Argentina. En 1964, se mudó a la provincia de Río Negro, donde instaló un vivero en El Bolsón. En Comodoro Rivadavia, conoció a su esposa, Alba. Tuvo siete hijos.
En 1973, presentó Al sur del sur, su primera novela, al premio América Latina, cuyo jurado, conformado por Juan Carlos Onetti, Julio Cortázar y Rodolfo Walsh, elogió y recomendó. En 1974, publicó su primer libro de cuentos, Con otro sol, después de que obtuvo el premio La Nación. Los jurados de la edición, los escritores Jorge Luis Borges, Adolfo Bioy Casares, Alicia Jurado, Eduardo Mallea y Leónidas de Vedia, elogiaron el texto, y destacaron su escritura acerca del campo argentino «desde adentro».

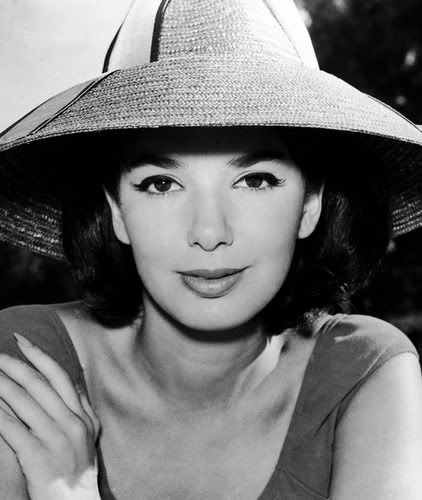
Graciela Borges protagonizó la adaptación cinematográfica de Sobre la tierra (1979).

En 1979, publicó Sobre la tierra, su segunda novela, que es una reescritura de su cuento «Bajo la luna, sobre la tierra, bajo la noche». En 1998, el texto fue adaptado al cine por el cineasta Nicolás Sarquís. La adaptación fue protagonizada por Graciela Borges y Germán Palacios.
En 1984, publicó su tercera novela, Recordando en el viento, acerca de la vida de Juana Sosa de Canosa, la madre del expresidente argentino Juan Domingo Perón.
En 2011, publicó Escrituras, una antología de cuentos y relatos. En 2014, publicó su cuarta novela, El bumerang vuelve al cazador, que fue finalista del Premio Herralde de Novela. En 2018, la editorial Caballo Negro reeditó su primer libro de cuentos con el título de Con otro sol y más cuentos. Un año después, en 2019, publicó su quinta novela, Al país de las guerras.
En 2025, Eterna Cadencia Editora publicó sus Cuentos completos. El escritor Martín Kohan, quien prologó la edición, llamó a Angelino «un narrador eximio», y destacó que, en su cuentística, «lo que hay que narrar es una falta, lo que hay que narrar es una ausencia, lo que hubo y ya no hay, lo que había y ya pasó».

## Influencias
Angelino dijo haberse sentido maravillado por la prosa de los escritores norteamericanos Ernest Hemingway, Sherwood Anderson, Flannery O'Connor, William Faulkner y Katherine Anne Porter, así como por la del escritor mexicano Juan Rulfo y la del uruguayo Horacio Quiroga.

## Obra

### Novela
- Al sur del sur (1973, inédita)
- Sobre la tierra (1979, Pomaire)
- Recordando en el viento (1983, Celtia)
- El bumerang vuelve al cazador (2014, Espacio Hudson)
- Al país de las guerras (2019, EDUNER)

### Cuento
- Con otro sol (1974, Corregidor)
- Escrituras (2011, Espacio Hudson)

### Antología
- Con otro sol y más cuentos (2014, Caballo Negro)
- Cuentos completos (2025, Eterna Cadencia)

## Premios y reconocimientos
- 1973: recomendación del premio América Latina por Al sur del sur.[4]
- 1974: premio La Nación por Con otro sol.
- 2014: finalista del Premio Herralde de Novela por El bumerang vuelve al cazador.[3]